# انسان‌های فردا
انسان‌های فردا (به انگلیسی: The Tomorrow People) یک سریال علمی-تخیلی آمریکایی به کارگردانی گرگ برلانتی و فیل کلمر است که از ۹ اکتبر ۲۰۱۳ تا ۵ مه ۲۰۱۴ از شبکه CW پخش می‌شد.

## داستان
انسان‌هایی در دنیا وجود دارند که قدرت‌های درونی آن‌ها بروز کرده‌است وانها از توانایی‌های منحصر به فردی برخوردار هستند این افراد همانند چیزهای دیگر هم خوب هستند هم بد و یک گروه است که بدنبال این افراد است او از آن‌ها استفاده می‌کنند و شکنجه شان می‌دهند و قدرت هایشان را از آن‌ها می‌گیرند در میان گروهی خوبی که به هم نوعان خود کمک می‌کنند است و در یک زیر زمین هستند تا دست ماورا (همان گروهی که به دنبال اینها است تا قدرت هارا از آن‌ها بگیرند)به آن‌ها نرسد.
استیون حدود ده سال است که پدر خود را از دست داده .عموی اون در ماورا است.پدر استیون به دستور عمویش کشده شد شخصی او را کشت که الان فرماندهی اون گروه را در زیر زمین دارد پدر استیون به او گفت که از هم نوعان ما نگهداری من و پسرمو پیدا کن
اون در مدت طولانی این قضیه را از هم گروهان خود پنهان می‌کند (او قبلاً در ماورا کار می‌کرده اما الان از خودشان محافظت می‌کند و دیگر انسان سابق نیست )زمانی که استیون در اب افتاده بود سعی می‌کند دور نوردی کند و زمان را نگه دارد که در ان زمان پدرش را می‌بنید او چند وقتی بود که می خواست پدرش را پیدا کند جان به استیون می‌گوید که پدرش را کشته است اما استیون متوجه می‌شود که پدرش توانسته زمان را نگه دارد (او در برزخ است جایی میان دنیا و مرگ) و هرزمان استیون بتواند جسد پدرش را یدا کند او می‌تواند به زندگی دست پیدا کند استیون بسیار تلاش می‌کند تا این کار را انجام دهد اتفاقات زیادی می افتد داستان بسیار پر ماجرایی است هریک از اعضای فیلم داستان خاص خودشان را دارند نمی‌شود که همه را نوشت ... این فقط خیلی کم کم و کم چند قسمت اول بود و ماجراهای افراد دیگر و اتفاقاتی در حال دارد براشون می‌افتد رو ننوشتم من به شخصه عاشق این فیلمم

### بازیگران

#### اصلی
- روبی امل در نقش استفن جیمسون
- لوک میچل در نقش جان یانگ
- پیتون لیست در نقش کارا کوبورن
- آرون یو در نقش راسل کوان
- مدلین منتوک در نقش آسترید فینچ
- مارک پلگرینو در نقش جدیکیا پرایس

#### دوره‌ای
- سارا کلارک در نقش مارلا جیمسون، همسر جک/راجر و مادر استفن
- جیکوب کوگان در نقش لوکا جیمسون، پسر مارلا و برادر استفن
- جفری پیرس در نقش جک جیمسون/راجر پرایس، پدر استفن و برادر جدیکیا
- الکسا وگا در نقش هیلاری کول، مأمور ویژه و شریک استفن، کسی که در ابتدا با وی رابطه خصمانه داشت ولی بعداً عاشق او شد.
- متا گلدینگ در نقش دارسی نیکولز، مأمور ویژه و یکی از شرکای استفن
- نیک اورسمن در نقش کورت رندل، یک پسر که دارای قدرت حرکت اجسام به وسیلهٔ نیروی ذهن است.
- دن استیونز در نقش تیم، هوش مصنوعی انسان‌های فردا
- بن هولینگورث در نقش مأمور تروی
- کارلی پوپ در نقش مگان بروک
- نیکلاوس یانگ در نقش آلدوس کریگ
- سریندا سوان در نقش کاساندرا اسمیت
- سایمون مرلز در نقش هیو باثوری معروف به «بنیانگذار»، انسان فردای بسیار قدرتمند و با تجربه و فوق‌العاده مرموز، پدر کاساندرا اسمیت می‌باشد و یک هیولا در نظر گرفته شده‌است.
- لون رامبین در نقش ناتالی
- لورا اسلید ویگینز در نقش ایرنه کویین